# دای-ایچی لایف

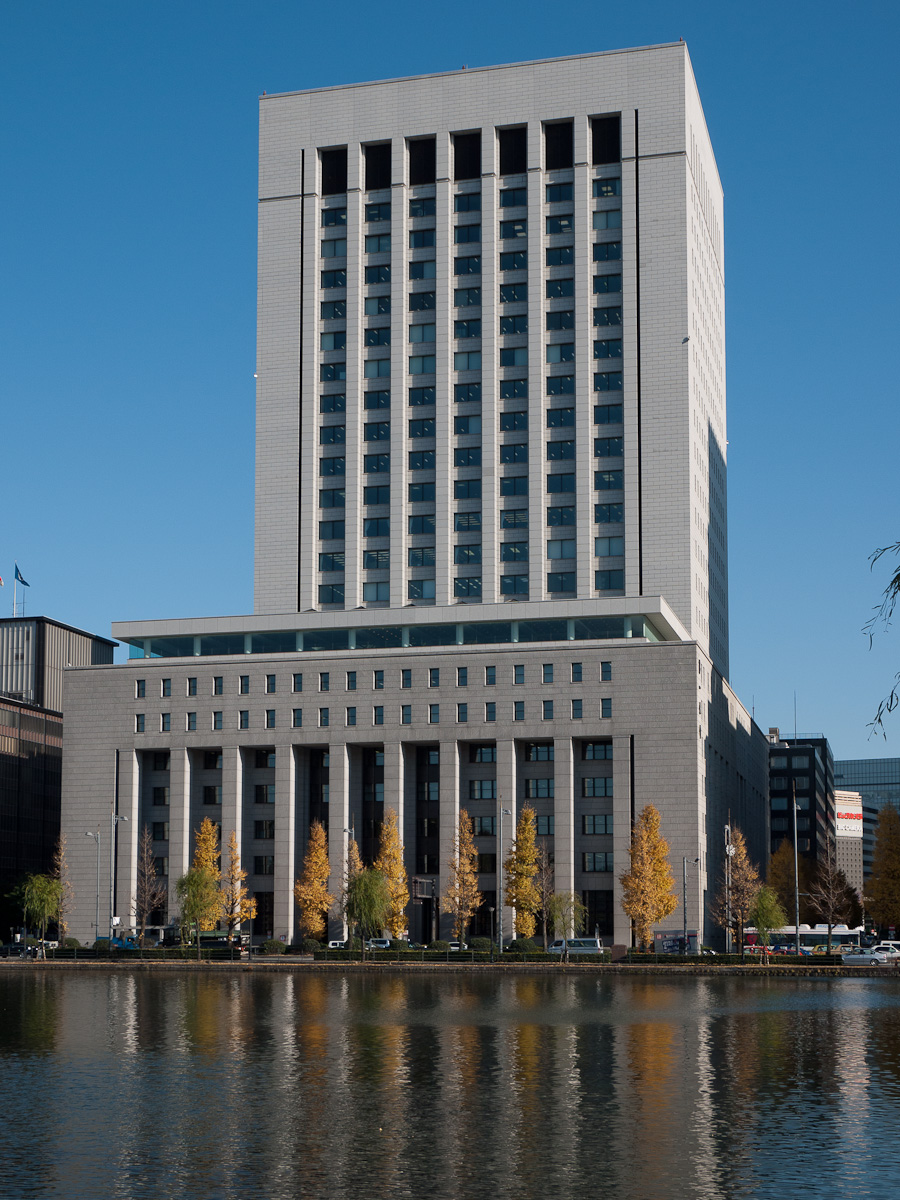
ساختمان مرکزی دای-ایچی لایف

دای-ایچی لایف (به ژاپنی: 第一生命保険株式会社) شرکت بیمه ژاپنی است، که در زمینه ارائه خدمات بیمه عمر فعالیت می‌کند.
شرکت دای-ایچی لایف در سال ۱۹۰۲ توسط سونتا یانو تأسیس شد و در حال حاضر پس از نیپون لایف و ژاپن پست اینشورنس، سومین کارگزار بیمه عمر ژاپن می‌باشد.
دفتر مرکزی این شرکت در شهر چیودا، توکیو، ژاپن قرار دارد و بخشی از سهام آن در بازار بورس توکیو معامله می‌شود.